# Мустелові (підродина)
Мустелові (Mustelinae) — номінативна підродина ссавців родини мустелових (Musteidae) ряду хижих (Carnivora). Містить 2 сучасні роди й 20 сучасних видів.

## Номенклатура
Типовим родом підродини є Мустела (Mustela). Оскільки в давні часи до складу роду Mustela включали кун (нині окремий рід Martes), які, відповідно, були найвідомішими представниками цієї родини, в літературі дотепер нерідко зберігається назва «куниця» для всіх мустел і назва «куницеві» для підродини Mustelinae і родини Mustelidae. Ця поширена помилка суперечить здоровому глузду і тому, що куни останні принаймні 70–100 років розглядаються як окремий від Mustela рід.
Назва «горностаєві» пов'язана з назвою одного з видів центрального роду — Mustela erminea (горностай), проте є омонімом до назви однієї з родин метеликів

## Представники в Україні
До підродини входять види, добре відомі в Україні:
- мустела (Mustela) — горностай, ласиця мала, норка європейська тхір степовий, тхір лісовий
- Neogale — візон річковий

## Біологічні особливості
Представники цієї групи — невеликі хижі з темним (бурим або чорним) хутром. У деяких видів забарвлення хутра смугасте або має інші узори.
Представники цієї підродини поширені майже по всьому світу і відсутні тільки в Австралії і Океанії, а також на Мадагаскарі та інших віддалених островах. Вони населяють різні середовища існування і живуть як на деревах, так і на землі (наприклад, горностай).